# Albert Belle
Albert Jojuan Belle (Shreveport, Luisiana, 25 de agosto de 1966), más conocido como Albert Belle, es un exjugador profesional estadounidense de béisbol que se desempeñó en la posición de jardinero izquierdo en las Grandes Ligas de Béisbol (MLB). Logró obtener cinco Bates de Plata.

## Carrera
Belle jugó como profesional ocho temporadas en Cleveland Indians (1989-1996), después pasó a Chicago White Sox (1997-1998), luego a Baltimore Orioles, donde jugó dos temporadas (1999-2000), y fue el equipo en el que se retiró.

## Premios
Fue galardonado con el Bate de Plata en cinco oportunidades (1993, 1994, 1995, 1996 y 1998).